# Elisabeth Tomalin
Elisabeth Tomalin (* 4. November 1912 in Dresden; † 8. März 2012 in London) war eine aus Nazideutschland emigrierte jüdische deutsch-englische Künstlerin, Textildesignerin und Gestaltungstherapeutin.

## Leben
Elisabeth Tomalin, geb. Wallach, kam aus einer assimilierten jüdischen Dresdner Familie. Sie war das jüngste von vier Kindern und studierte von 1932 bis 1936 an der Reimann-Schule in Berlin bei Maria May, Erna Hitzberger, Georg Fischer, Kurt Rosenberg und Else Taterka die Fächer Textilgestaltung, Schaufenstergestaltung und Plakatgestaltung. Während des Studiums entstand auch das Bild „Kopf“ (Gouache auf Papier, 88,2 × 51,5 cm; Ben Uri Galerie und Museum, London). Von 1934 bis 1936 war sie freie Mitarbeiterin in den Textilwerkstätten der Reimann-Schule. Nach dem Machtantritt der Nazis wurde sie als Jüdin diskriminiert und war sie akut gefährdet. Deshalb emigrierte sie 1936 über Paris nach England. Sie half auch ihren Eltern und ihrer ältesten Schwester, nach England zu kommen, und unterstützte ihre anderen Geschwister, nach Argentinien zu fliehen.
Elisabeth Tomalin lernte in England den kommunistischen Musiker, Dichter und Veteranen des Spanischen Bürgerkriegs Miles Tomalin (1904–1984) kennen, den sie 1940 heiratete. Das Paar hatte eine gemeinsame Tochter und zogen den Sohn aus seiner ersten Ehe gemeinsam auf. Die Ehe von Elisabeth und Miles Tomalin scheiterte, das Paar blieb aber in enger Verbindung.
1937 wurde Elisabeth Tomalin Lehrerin an der Reimann School and Studios in London und arbeitete als Textildesignerin. Während des Zweiten Weltkriegs war sie Zeichenassistentin des Architekten Erno Goldfinger und arbeitete im Informationsministerium. Dort half Abram Games dabei, Propaganda- und Informationsplakate zu produzieren.
Nach dem Krieg baute sie die Textildruckabteilung von Marks and Spencer auf und leitete sie danach. Ein Portfolio der Designs, die sie und ihr Team bei Marks und Spencer entwickelten, befindet sich in der Sammlung des Victoria and Albert Museums. Danach arbeitete sie in London als Schaufenster- und Raumgestalterin bei dem Möbel- und Möbelhandelsunternehmen Heal’s. Sie beriet dort auch die Kundschaft.
In ihren Sechzigern wurde Elisabeth Tomalin Kunsttherapeutin. Sie schloss im Alter von 62 Jahren ihr Psychotherapiestudium in New York ab. Sie war graduierte Gruppenleiterin für Themenzentrierte Interaktion, Kunst- und Gestaltungstherapeutin, Orientierungsanalytikerin und hatte eine Grundausbildung in Analytischer Psychologie absolviert. Seit 1972 hielt sie auch in Deutschland regelmäßig Seminare zum Thema Gestaltungstherapie. Sie brachte die Art Therapy von England nach Deutschland und veröffentlichte zahlreiche Bücher zu diesem Thema, so auch das Werk: „Art Therapy – Gestalten & Lernen – Wege der Kunst- & Gestaltungstherapie“.
Tomalin gab bis zu ihrem 94. Lebensjahr Seminare in Deutschland, Österreich und der Schweiz. Nachdem sie nicht mehr reisen oder malen konnte, widmete sie sich dem Sticken und entwickelte einen lockeren, malerischen Stil. 2009 fand in London eine Ausstellung dieser Arbeiten statt.
Elisabeth Tomalin war die Großmutter des bedeutenden britischen Designers Thomas Alexander Heatherwick.

## Ausstellungen (Auswahl)
- 2017: German Refugee Artists to Britain since 1900, Ben Uri Gallery and Museum, London
- 2019: Art-exit 1939: A Very Different Europe, Ben Uri Gallery and Museum, London
- 2023: Joy, Ben Uri Gallery and Museum, London
- 2023: Art, Identity, Migration, Ben Uri Gallery and Museum auf der London Art Fair
- 2024: US: From there to here, Ben Uri Gallery and Museum, London

## Veröffentlichungen
- mit  Peter Schauwecker: Interaktionelle Kunst- und Gestaltungstherapie in der Gruppe (= Beträge zur Kunsttherapie. Bd. 4). Claus Richter, Köln 1989, ISBN 3-924533-19-9.
- als Herausgeberin mit Klaus Lumma: Art Therapy. Gestalten & Lernen. Wege der Kunst- & Gestaltungstherapie (= Humanistische Psychologie. Jg. 22/23, 2, Übergangsjahrbuch). IHP-Bücherdienst, Eschweiler, 2001, ISBN 3-923636-31-8.
- mit Renate Schumacher: Sand-Spiel. Entäußern – Erinnern – Heilendes Spiel. Claus Richter, Köln 1997, ISBN 3-924533-53-9.